# 大前一樹
大前 一樹（おおまえ かずき、1961年6月13日 - ）は、日本のフリーアナウンサー。兵庫県出身。
有限会社オールコレクト代表取締役、関西メディアアカデミー代表。元オリックス・バファローズシニアビジュアルプロデューサー。YouTuber。

## 経歴
関西学院大学文学部卒業後、1984年和歌山放送にアナウンサーとして入社。南海ホークス戦や高校野球和歌山県大会などを実況していたが、1988年シーズン終了をもってホークスが福岡に移転した為、和歌山放送のプロ野球中継がなくなり、退職を考えていたところ、同年に親会社がオリックスに代わったブレーブスが球団職員を一般公募していることを知り応募。1990年、和歌山放送を退社し、オリックス野球クラブ（オリックス球団）に入社。
入社後はビジュアルプロデューサーとして、1991年の本拠地のグリーンスタジアム神戸（現・ほっともっとフィールド神戸）移転を機に、日本で初めてとなる男性球場アナウンサーとしてDJ KIMURAを採用。「スタジアムDJ」というスタイルを作り上げた。また、本拠地移転と同時に行われたブレーブスからブルーウェーブへの球団名変更にも携わっている。
1993年、親会社であるオリックスが出資していたスポーツ・アイ（現・J SPORTS）が、ブルーウェーブ戦の実況アナウンサーを探していたところ、実況経験がある大前に白羽の矢が立ち、アナウンサーに復帰することになった。2005年の大阪近鉄バファローズとの合併・オリックスバファローズとなったその年のシーズン終了後にオリックス球団を退職し、個人事務所「オールコレクト」を設立。以後はオリックス戦をメインとして、ソフトバンク（主にCS衛星放送向け）、ヤクルト、横浜→DeNA主管試合（主にネットテレビ向け）のプロ野球実況を始め、ラグビー、サッカー、MLBの試合も担当するこの他にオリックス球団の記者会見やイベントの司会、監督インタビューを始めとする球団関連の代表質問等も多く担当しているほか、Yahoo! JAPANのスポーツサイト「スポーツナビ」でのオリックス野球クラブ名義のコラムも大前が執筆している。
また、大阪府吹田市にて「関西メディアアカデミー」を立ち上げ、アナウンサー育成講座を行っている。
2019年に自身のYouTubeチャンネルを開設し、初期は「アナブース通信」と称してオリックスの場内アナウンサー等が出演する動画を不定期で投稿。2021年より「大前一樹のKazuTube」とチャンネル名を改め、大前単体出演を主体とした動画を毎日投稿している。

## 主な出演
- J SPORTS STADIUM（J SPORTS）実況（オリックス・バファローズ戦）
  - 球団が制作著作となっているオリックス戦は2011年まで番組プロデューサーも兼任（自ら実況・レポートを担当する試合ではクレジットされない）。
- HAWKS プロ野球中継（スポーツライブ＋）実況（福岡ソフトバンクホークス戦）
- BS松竹東急ベースボールシアター（BS松竹東急）実況（オリックスバファローズ戦）
- メジャーリーグ中継（J SPORTS）実況
- ラグビー中継（J SPORTS）実況（主に関西地区の試合を担当する）
- FCバイエルン・ミュンヘンTV、ドイツカップ（GAORA）等のサッカー実況
- ニコニコ生放送（横浜DeNAベイスターズ主催試合の実況）
- 高校野球奈良県大会中継（奈良テレビ放送）実況
- 全国高等学校野球選手権和歌山大会実況中継（和歌山放送）実況

### 過去
- WBSゴールデンナイター（和歌山放送）南海ホークス戦実況
- 青春キャンパス（和歌山放送）[1]
- さわやか土曜日（和歌山放送）[1]
- ミュージックナイター（和歌山放送）[1]
- リクエスト歌謡特急便（和歌山放送）[1]
- POWER BASEBALL（スポーツ・アイ ESPN）実況
- 日テレプラス プロ野球中継 HAWKS Perfect Live（日テレプラス）実況
- J SPORTS STADIUM（千葉ロッテマリーンズ戦）
- NPBガールズトーナメント（2015年、J SPORTS）実況
- WBC2017（2次ラウンド、J SPORTS）実況
- HAWKS BASEBALL PARK（FOX SPORTS ジャパン）実況（福岡ソフトバンクホークス戦）
- オリックス・バファローズ 2023開幕特別番組(BS松竹東急、2023年2月25日)[4]